# Clapham Common

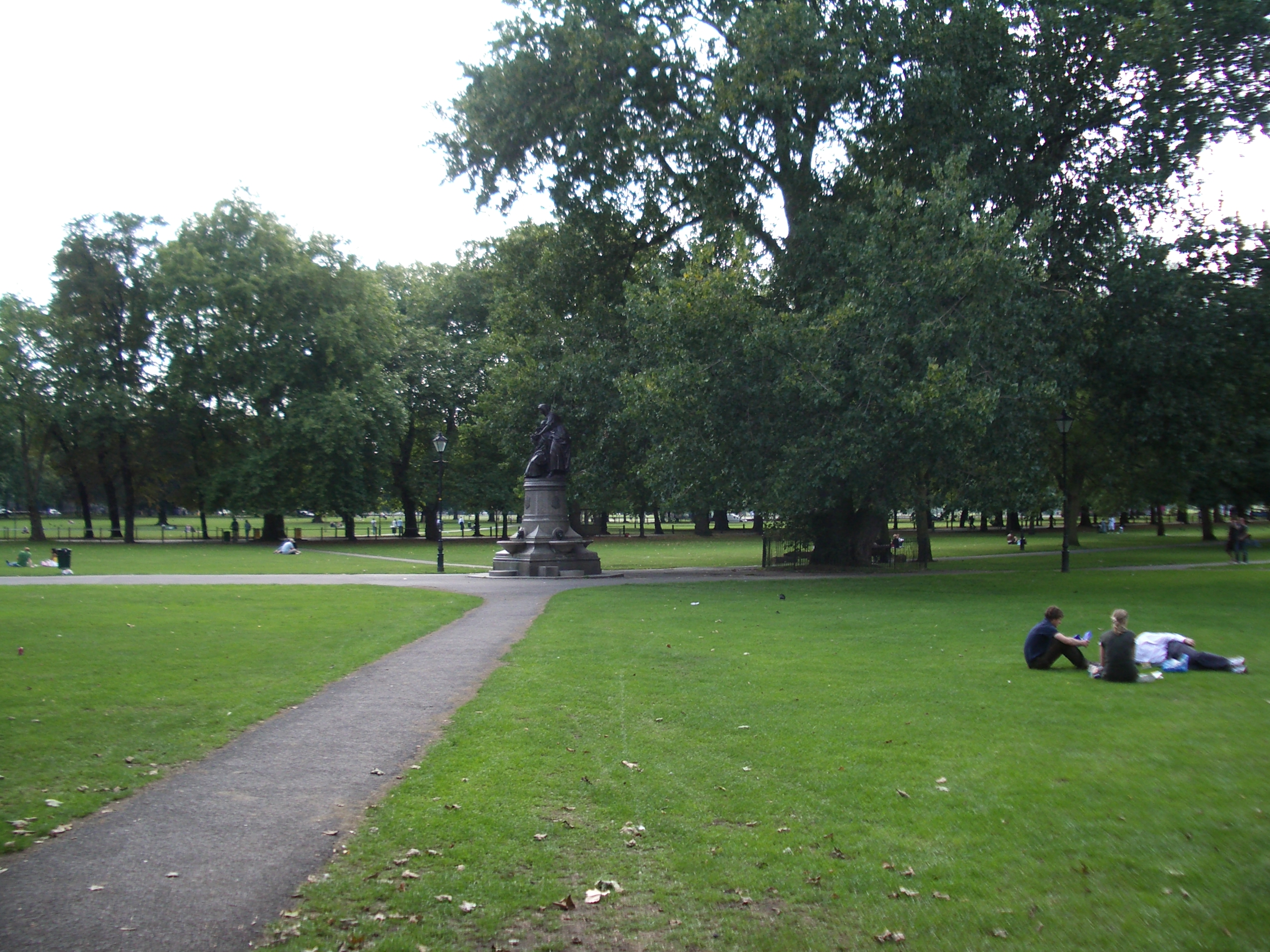
Clapham Common

Clapham Common è un grande parco urbano triangolare di Clapham, sobborgo di Londra. In origine una common land per le parrocchie di Battersea e Clapham, venne convertito in parco ai termini del Metropolitan Commons Act 1878. Ha un'estensione di 89 ettari di verde, con tre specchi d'acqua e un palco bandistico in stile vittoriano. Su di esso si affacciano molte magioni in stile stile georgiano e vittoriano, e nelle vicinanze si trova il centro storico di Clapham.
La Holy Trinity Church di Clapham, eretta nel XVIII secolo in stile georgiano, si affaccia sul parco, ed è importante nella storia evangelica della setta di Clapham.

## Storia

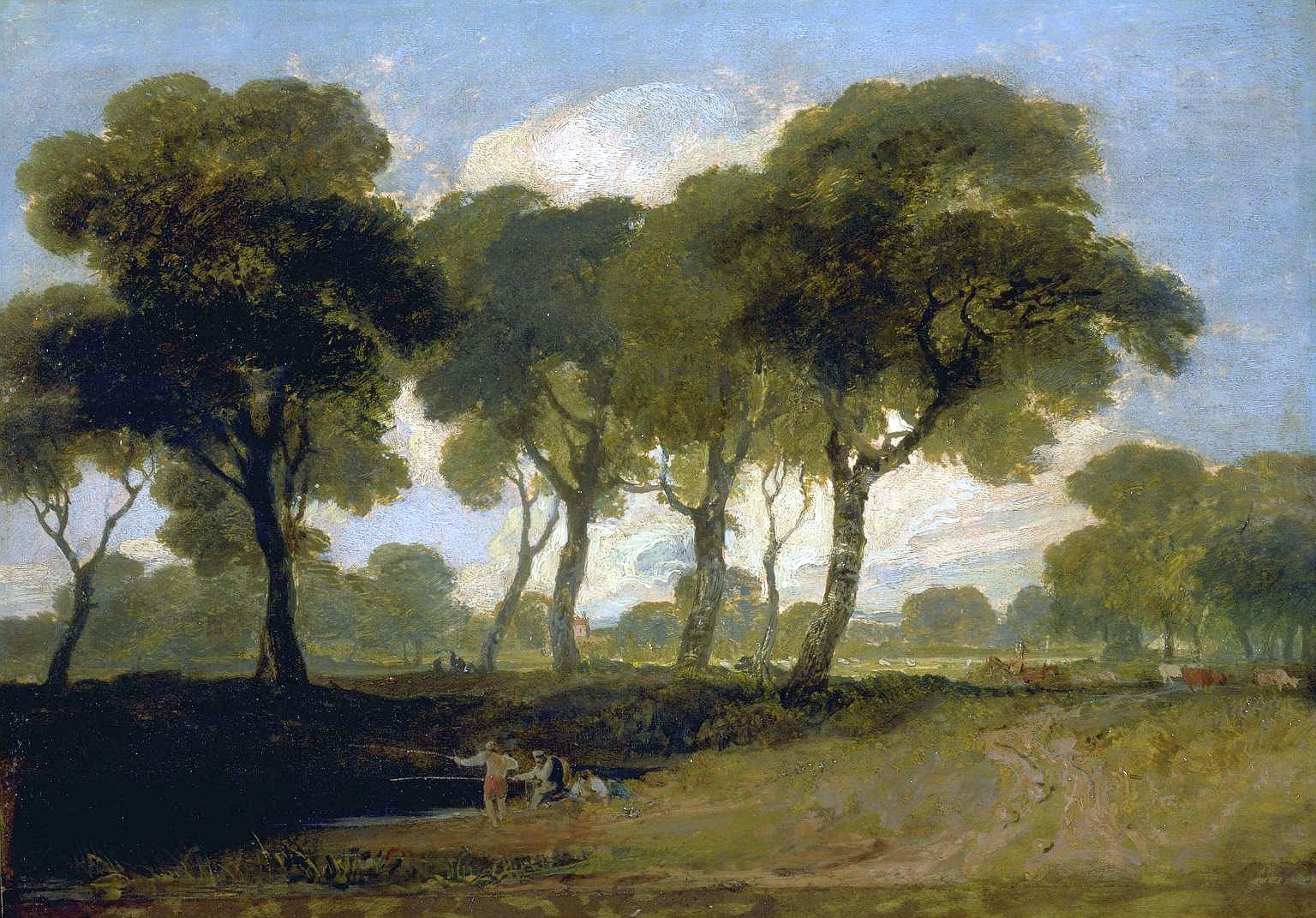
Vista su Clapham Common di William Turner (1800-1805)

In origine una common land per i cittadini delle parrocchie civili di Battersea e Clapham, William Hewer fu tra i primi londinesi a costruire ai suoi margini. Lo scrittore Samuel Pepys morì ad Hewer's house nel 1703. Il terreno venne prosciugato nei primi anni sessanta del XVIII secolo, e ai suoi margini a partire dagli anni novanta cominciarono ad essere costruite delle belle case che divennero abitazioni alla moda per facoltosi uomini d'affari, in quello che allora era un villaggio staccato dalla metropoli di Londra. In seguito, alcuni residenti furono membri della setta di Chapham dei riformatori evangelici, tra cui il barone Teignmouth e Henry Thornton, banchiere e abolizionista.
Il pittore William Turner dipinse una Veduta su Clapham Common tra il 1800 e il 1805, documentando che anche se il common era stato drenato, rimaneva ancora un "luogo piuttosto selvaggio».
Il common venne convertito in parco pubblico nel 1878, ai sensi del Metropolitan Commons Act 1878. Con l'ampliamento delle dimensioni della città di Londra, nel XIX secolo Clapham venne assorbita nella capitale, e la maggior parte delle restanti case coloniche e attività agricole furono sostituite con case a schiera dai primi anni 1900. Durante la seconda guerra mondiale, sul lato di Battersea vennero costruiti dei bunker di stoccaggio e due di essi rimangono ancora oggi.
Clapham Common fu il luogo in cui si svolse uno dei primi eventi di cricket, una "serie di dieci partite" disputata il 1º aprile 1700. I partecipanti erano tutti "gentlemen" anche se gli "altri" potevano assistere come spettatori. La classificazione della manifestazione è incerta, anche se dovrebbe essersi trattato di un piccolo evento data la condizione sociale limitata dei partecipanti, la posta in gioco relativamente bassa (£ 10 e £ 20 sono menzionati nella cronaca del giornale) e le squadre di dieci giocatori. Si tratta, tuttavia, della prima partita nota organizzata nel Surrey; la prima citazione del cricket nella contea risale invece al 1597 a opera di John Derrick.

## Amministrazione
Metà del parco rientra nei confini di Wandsworth, l’altra metà in quelli di Lambeth. Il parco è interamente gestito e curato da Lambeth, mentre la politica degli spazi aperti è coordinata dai comandi della Metropolitan Police afferenti ai due quartieri. Clapham Common è nella circoscrizione elettorale di Clapham Common che racchiude la zona a sud est di Clapham Common, fino a King’s Avenue.

## Servizi

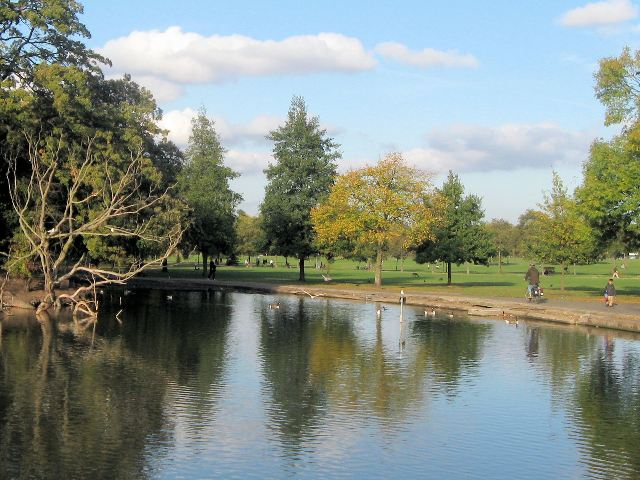
Mount Pond

Il parco è fornito di strutture sportive, fra le quali una pista da corsa, campi da bocce, da cricket, da calcio, da rugby e da football australiano, oltre a un circuito per skateboard. Nel parco si trovano tre specchi d’acqua – due dei quali hanno origini antiche – e inoltre uno più recente, Cock Pond, che è una piscina per bambini. L’Eagle Pond e il Mount Pond sono meta di pescatori, e nelle loro acque si possono trovare carpe, tinche e altre varietà ittiche. Nel 2002 l’Eagle Pond fu totalmente prosciugato e venne piantata nuova flora così da costituire un miglior ambiente naturale per i pesci. Il Long Pond ha una tradizione centenaria di impiego per il modellismo navale.
La Holy Trinity Church è situata vicino al margine settentrionale del parco, e in estate celebra la sua festa nel parco. Le stazioni di metropolitana di Clapham Common e di Clapham South, entrambe sulla Northern line, si trovano alle parti estreme del parco, rispettivamente a est e a sud. L’attore Jeremy Brett visse nei pressi dell’area prima della sua morte sopravvenuta nel 1995. A lui è dedicato un albero che venne piantato nel 2007.

## Cruising
Clapham Common ha la fama di essere un luogo di ritrovo per incontri omosessuali fra sconosciuti. Nel 1998 il gallese Ron Davies, che a quell’epoca ricopriva importanti impegni politici, venne rapinato sotto minaccia di un coltello da estranei incontrati nel parco a cui aveva dato un passaggio. Furono insinuate ipotesi secondo cui l’uomo fosse coinvolto in convegni gay e, nonostante le sue smentite, fu costretto a rassegnare le dimissioni dalle sue cariche pubbliche. Nelle vicinanze del parco si sono verificate alcune aggressioni ai danni di omosessuali, e una di queste, in cui il giovane Jody Dobrowski fu percosso a morte, fornì lo spunto per la realizzazione del film Clapham Junction.

## Palco bandistico

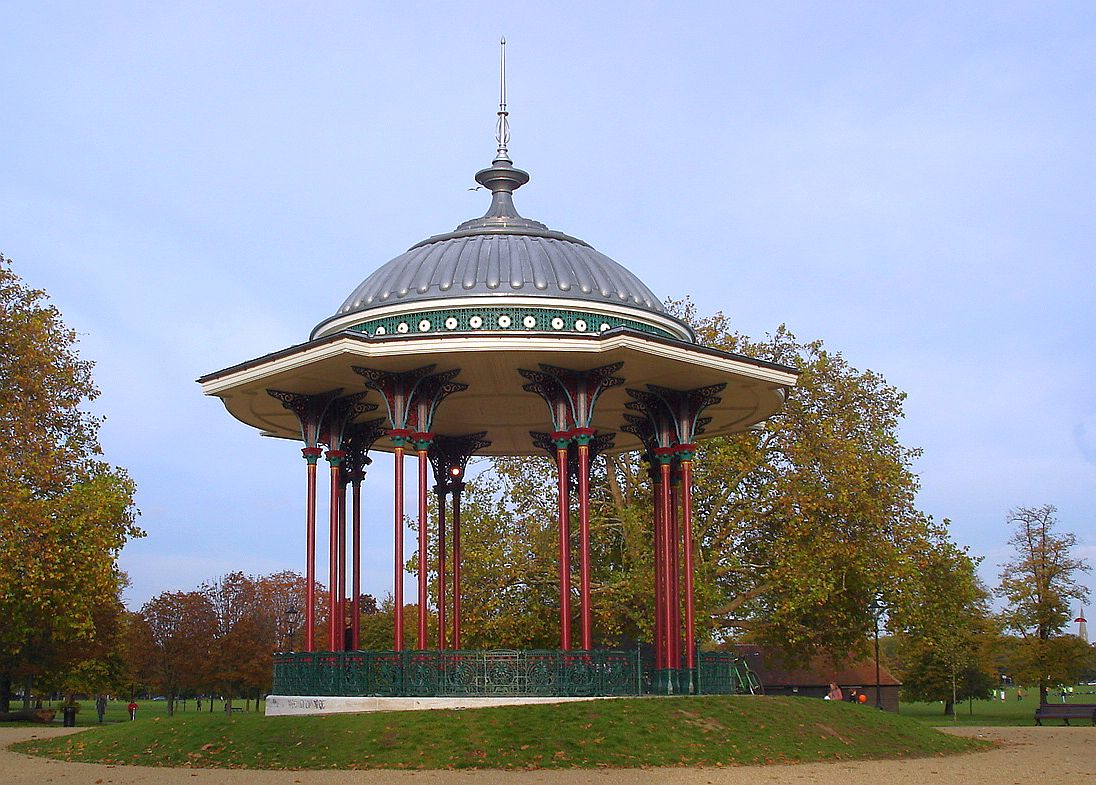
Il palco bandistico di Clapham Common dopo il restauro del 2006

Al centro del parco si trova un palco bandistico costruito nel 1890. Si tratta del più grande nel suo genere a Londra. Per molti anni si pensò erroneamente che si trattasse di uno dei palchi eretti, nel 1861, nei giardini della Royal Horticultural Society a South Kensington, che lo avrebbe reso il più antico palco in ferro d'Europa ad essere sopravvissuto. Tuttavia, una recente ricerca ha dimostrato che questi palchi vennero trasferiti a Southwark Park e Peckham Rye, mentre il palco di Clapham venne fabbricato, secondo un progetto molto simile, quasi trent'anni dopo.

La manutenzione del palco venne trascurata per circa un trentennio, e nel 2001 emerse che la struttura era in pericolo di collassare per l'ossidazione e dovette essere transennata da impalcature. Nel 2005–2006 si procedette a un completo restauro del palco e dell'ambiente circostante, parzialmente finanziato per £ 895.000 provenienti dai proventi della lotteria dell'Heritage Lottery Fund a cui si aggiunsero un contributo di £ 300.000 da parte del comune di Lambeth e altre £ 100.000 raccolte con una sottoscrizione dal Ben and Jerry's Summer Sundae, evento tenutosi sul common. La pavimentazione intorno al palco è stata rifatta con cubetti di granito nell'estate del 2011, per un costo di £ 12.000 per risolvere un errore di disegno del primo restauro.

## Eventi
Manifestazioni di varia natura si svolgono negli ampi spazi del parco. Alcune sono festival di natura musicale, che hanno visto la partecipazione di artisti di rilievo come i Razorlight, Aerosmith e Stevie Wonder. Le aree erbose di Clapham Common ospitano dal 2014 anche L’Hard Rock Calling, festival che tradizionalmente aveva luogo negli spazi di Hyde Park.
Il parco accoglie anche avvenimenti sportivi che vedono l’arrivo di squadre esterne ma anche la presenza stabile di compagini dei più vari sport, dal rugby al calcio, dal softball alla pallacesto al football australiano.
Nel 2012 si sarebbe dovuto svolgere nel parco un Lesbian e Gay Pride in concomitanza con le Olimpiadi di Londra, ma l’evento venne cancellato per mancanza di fondi e per l’opposizione dell’associazione “Amici di Clapham Common”.
Gli specchi d’acqua del parco fornirono a Benjamin Franklin l’opportunità di sperimentare l’effetto di sostanze oleose sull’acqua, avendo l’inventore osservato come la scia prodotta da una nave si attenuasse quando i cuochi gettavano fuoribordo i resti grassi della cucina.